# 2-я сапёрная армия
2-я сапёрная армия — армия сапёров в вооружённых силах СССР во время Великой Отечественной войны.

## Формирование
Сформирована в октябре 1941 года в Архангельском военном округе в составе 1,2 и 3-й саперных бригад. Штаб армии располагался в городе Вологде (ныне Набережная VI армии, здание центральной больницы Вологодского района).
4 февраля 1942 года ГКО принял постановление № 1239сс, согласно которому управление армии расформировывалось, а саперные бригады передавалась Карельскому, Ленинградскому и Волховскому фронтам.

## Инженерные работы
Армия строила оборонительные сооружения в Вологодской области для 39, 58 и 59-й армий на рубеже Вытегра — Череповец — Пошехоново и Вологодский оборонительный обвод. 10 сапёрных батальонов 1-й сапёрной бригады были командированы на Карельский фронт для создания заграждений по линии Медвежьегорск — Пудож — Вытегра.

## Командный состав
- Командующий армией майор госбезопасности М. М. Царевский (ноябрь 1941 — февраль 1942)
- Член Военного совета армии бригадный комиссар Пряхин, Иван Фёдорович (ноябрь 1941 — март 1942)